# Jolanta Rzaczkiewicz

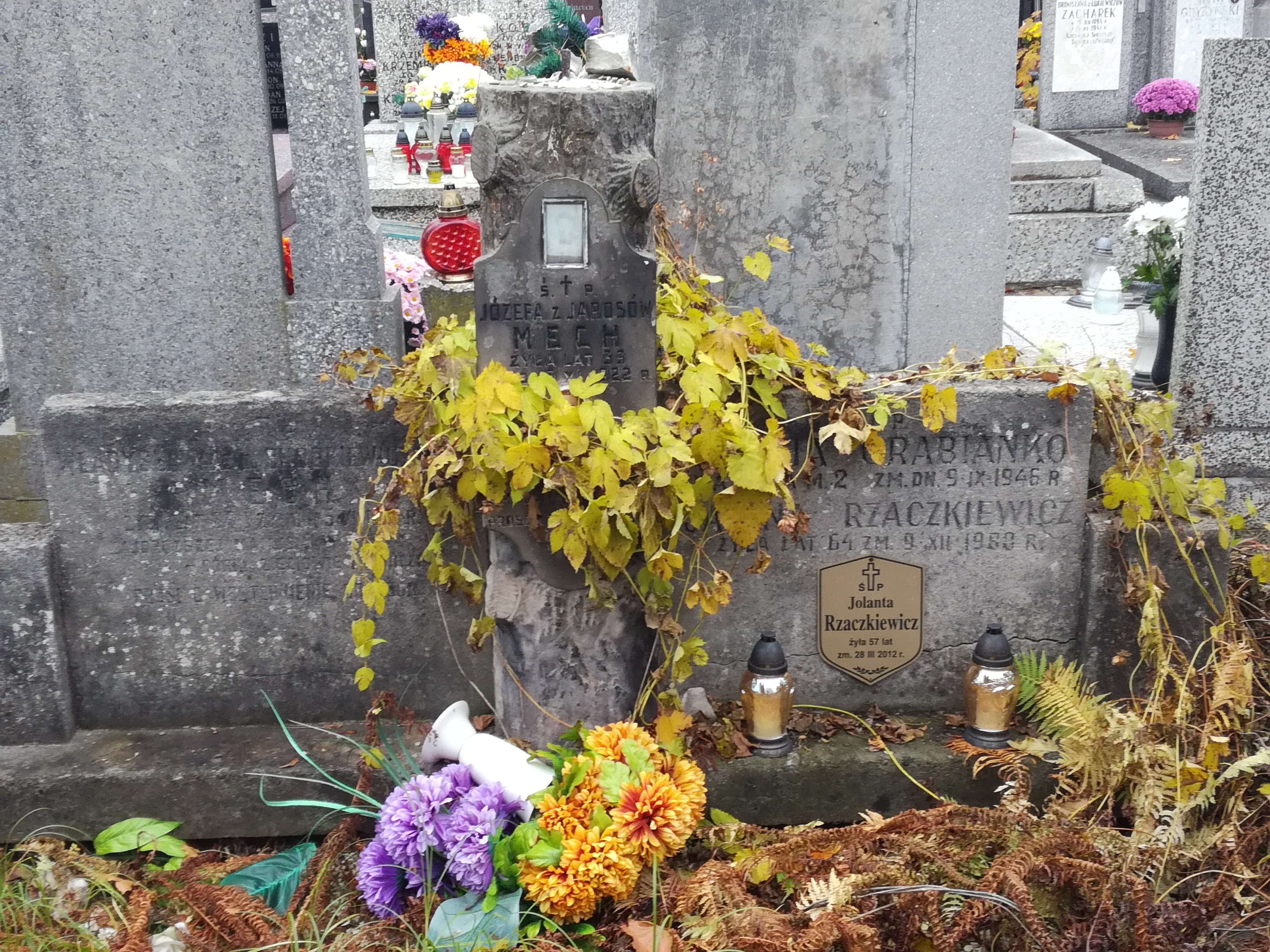
Grób Jolanty Rzaczkiewicz na cmentarzu Bródnowskim

Jolanta Rzaczkiewicz (ur. 7 kwietnia 1954 w Warszawie, zm. 28 marca 2012 tamże) – polska aktorka i pielęgniarka.

## Życiorys
Z wykształcenia była pielęgniarką. Przez 30 lat pracowała w Pogotowiu Ratunkowym jako dyspozytorka i pielęgniarka. Aktorką była z zamiłowania. Publiczności najbardziej znana z roli pielęgniarki w serialu Na dobre i na złe, w którą wcielała się od 2000 do 2011 roku. Wcześniej zagrała w paru filmach. Przez wiele lat walczyła z chorobą nowotworową. Zmarła 28 marca 2012 roku, a jej pogrzeb odbył się 4 kwietnia 2012 roku na cmentarzu Bródnowskim (kwatera 26F-4-24/25).

## Filmografia
- 1991: Głos (film)
- 1993: Czterdziestolatek. 20 lat później jako księgowa Zosia (odcinek 2)
- 1996: Wirus
- 1996: Opowieści weekendowe: Urok wszeteczny jako Józefa
- 1997: Kiler jako straganiarka
- 1999: Palce lizać jako "Ruda" z ZUS-u (odcinki: 6, 7)
- 2000–2011: Na dobre i na złe jako pielęgniarka Ania/Jola
- 2000: 6 dni strusia jako gospodyni
- 2001: Requiem jako Hela
- 2002: Suplement jako gosposia w willi Karola
- 2002: M jak miłość jako kobieta w tłumie gapiów (odcinek 98)
- 2010, 2011: Ojciec Mateusz jako różne role (odcinki: 46, 57, 79, 87, 94)